# João Ribeiro (Kameramann)
João Ribeiro ist ein portugiesischer Kameramann.

## Leben
João Ribeiro studierte Kamera an der Escola Superior de Teatro e Cinema in Lissabon und arbeitete nach seinem Abschluss 1993 in Produktionen des Portugiesischen Films. Er gehört zu einer neuen Generation portugiesischer Filmschaffender, die in den 1990er Jahren aufkam, darunter die Regisseurinnen und Regisseure Catarina Alves Costa, Catarina Mourão, Graça Castanheira oder Sérgio Tréfaut, für die er anfangs auch besonders häufig die Kamera übernahm.
Für seine Arbeit an Teresa Villaverdes prämiiertem Drama Transe wurde er 2007 erstmals mehrfach ausgezeichnet. Bei den Prémios Sophia und dem Filmfestival Caminhos do Cinema Português wurde er in den folgenden Jahren besonders häufig prämiert.
Internationale Beachtung fanden besonders seine, von ihm auch persönlich bevorzugten schwarzweißen Bilder. So wurde er für seine Kamera für den Film Briefe aus dem Krieg (2016, Regie Ivo Ferreira) und für den im Oman gedrehten Film Sayidat al-Bahr (internationaler Titel Scales, 2019) des saudischen Regisseurs Shahad Ameen ausgezeichnet. Erneut wurde er für seine schwarzweiße Kameraarbeit 2021 prämiert, für den Film O Ano da Morte de Ricardo Reis des Regisseurs João Botelho, der 2022 auch als Miniserie unter dem Titel 1936 – O Ano da Morte de Ricardo Reis ins Fernsehen kam.
Ribeiro unterrichtet Bild und Kamera an der School for Documentary, Television and New Media (ZeLIG), die Film- und Fernsehhochschule in Bozen (Italien). Zudem ist er Dozent an der Lissabonner Universidade Lusófona für das Doc Nomads-Projekt, ein Master- und Doktoratsprogramm des Erasmus-Mundus-Unterprogramms des Erasmus-Programms.

## Filmografie
- 1998: Swagatam (Doku.); R: Catarina Alves Costa
- 1998: Outros Bairros (Doku.); R: Inês Gonçalves, Kiluanje Liberdade, Vasco Pimentel
- 1998: O Altifalante (Fernsehfilm); R: Fernando Matos Silva
- 1998: A Dama de Chandor (Doku.); R: Catarina Mourão
- 1999: A Luz Submersa (Doku.); R: Fernando Matos Silva
- 1999: Os 25 Anos do Teatro da Cornucópia (Doku.); R: José Álvaro Morais
- 2000: Outro Páis (Doku.); R: Sérgio Tréfaut
- 2001: Den Stier bei den Hörnern packen (Ser Forcado) (Doku.); R: Matti Bauer
- 2001: A Noite do Golpe de Estado (Doku.); R: Ginette Lavigne
- 2002: Fleurette; R: Sérgio Tréfaut
- 2003: O Arquitecto e a Cidade Velha (Doku.); R: Catarina Alves Costa
- 2003: Novos Lisboetas (Kurzfilm, Doku.); R: Sérgio Tréfaut
- 2004: Die Neuen in Lissabon (Lisboetas) (Doku.); R: Sérgio Tréfaut
- 2004: W (Kurzfilm); R: Paulo Belém
- 2004: Desassossego (Doku.); R: Catarina Mourão
- 2005: Siza, l'architecte et la vieille ville (Doku.); R: Catarina Alves Costa
- 2006: À flor da Pele (Doku.); R: Catarina Mourão
- 2006: Transe; R: Teresa Villaverde
- 2007: A Baleia Branca – Uma Ideia de Deus (Doku.); R: João Botelho
- 2007: As Duas Faces da Guerra (Doku.); R: Diana Andringa, Flora Gomes
- 2007: A Terra Antes do Céu (Doku.); R: João Botelho
- 2008: Fevereiro (Kurzfilm); R: Francisco Botelho
- 2008: A Corte do Norte; R: João Botelho
- 2009: Dundo, Memória Colonial (Doku.); R: Diana Andringa
- 2010: Oh Lisboa, Meu Lar (Kurzfilm, Doku.); R: João Botelho
- 2010: La belle journée (Doku.); R: Ginette Lavigne
- 2010: Filme do Desassossego; R: João Botelho
- 2010: Tarrafal (Doku.); R: Diana Andringa
- 2010: Grande Hotel (Doku.); R: Lotte Stoops
- 2011: Estórias da Pintura (Doku.); R: Joana Pontes
- 2011: E o Tempo Passa ; R: Alberto Seixas Santos
- 2012: La Valse (Kurzfilm); R: João Botelho
- 2012: The Children’s Republic (A República di Mininus); R: Flora Gomes
- 2012: A Minha Banda e Eu (Doku.); R: Inês Gonçalves, Kiluanje Liberdade
- 2012: Em Segunda Mão; R: Catarina Ruivo
- 2012: Jean-Louis Comolli, filmer pour voir! (Doku.); R: Ginette Lavigne
- 2013: Guerrilla Grannies (Doku.); R: Ike Bertels
- 2014: Alentejo, Alentejo (Doku.); R: Sérgio Tréfaut
- 2014: O Pesadelo de João (Doku.); R: Francisco Botelho
- 2014: Os Maias: Cenas da Vida Romântica; R: João Botelho (2015 auch Fernseh-Mehrteiler)
- 2014: A Arte da Luz Tem 20.000 Anos; R: João Botelho
- 2014: Yvone Kane; R: Margarida Cardoso
- 2014: Quatro; R: João Botelho
- 2015: A toca do lobo (Doku.); R: Catarina Mourão
- 2015: Nos Campos em Volta (Kurzfilm, Doku.); R: João Botelho
- 2016: Ascensão (Kurzfilm); R: Pedro Peralta
- 2016: Briefe aus dem Krieg (Cartas da Guerra); R: Ivo Ferreira
- 2016: Eis (Gelo); R: Gonçalo Galvão Teles, Luís Galvão Teles
- 2016: Treblinka; R: Sérgio Tréfaut
- 2016: O Cinema, Manoel de Oliveira e Eu (Doku.); R: João Botelho
- 2016: Zeus; R: Paulo Filipe Monteiro
- 2017: Luz Obscura (Doku.); R: Susana de Sousa Dias
- 2017: Amor Amor; R: Jorge Cramez
- 2017: Escrita Íntima (Doku.); R: João Mário Grilo
- 2017: Ramiro; R: Manuel Mozos
- 2017: Dom Fradique (Kurzfilm); R: Nathalie Mansoux
- 2017: Peregrinação; R: João Botelho
- 2017: Rosas de Ermera (Doku.); R: Luís Filipe Rocha
- 2018: A Árvore; R: André Gil Mata
- 2018: Wongar (Doku.); R: Andrijana Stojkovic
- 2018: Aquaparque (Kurzfilm); R: Ana Moreira
- 2018: Equinócio (Kurzfilm); R: Ivo Ferreira
- 2019: Snu; R: Patrícia Sequeira
- 2019: Ruby (Kurzfilm); R: Mariana Gaivão
- 2019: Sayidat al-Bahr, R: Shahad Ameen
- 2019: Viagem aos Makonde (Fernseh-Doku.); R: Catarina Alves Costa
- 2019: On Air (Doku.); R: Manno Lanssens
- 2020: Noite Perpétua (Kurzfilm); R: Pedro Peralta
- 2020: O Ano da Morte de Ricardo Reis; R: João Botelho (2022 als 1936 – O Ano da Morte de Ricardo Reis auch Fernseh-Mehrteiler)
- 2021: Pele Escura (Kurzfilm); R: Graça Castanheira
- 2021: Boa Noite (Kurzfilm); R: Catarina Ruivo
- 2021: Vieirarpad (Doku.); R: João Mário Grilo
- 2022: Um Filme em Forma de Assim; R: João Botelho
- 2022: O Jovem Cunhal; R: João Botelho
- 2022: Campo de Sangue; R: João Mário Grilo
- 2022: Nothing Ever Happened; R: Gonçalo Galvão Teles
- 2022: A Noiva; R: Sérgio Tréfaut
- 2022: Great Yarmouth: Provisional Figures; R: Marco Martins
- 2022: Margot (Doku.); R: Catarina Alves Costa
- 2022: 1936 – O Ano da Morte de Ricardo Reis  Fernseh-Miniserie